# ザックス・フェア
ザックス・フェア（Zack Fair）は、スクウェア・エニックス（旧スクウェア）のコンピュータゲーム「ファイナルファンタジーシリーズ」などに登場する架空の人物で、『ラストオーダー ファイナルファンタジーVII』および『クライシス コア ファイナルファンタジーVII』の主人公。
姓の「フェア (Fair) 」は公式で発表されているものの、フルネームを作中で名乗る描写はない。

## 人物像
神羅カンパニー所属のソルジャー。また、エアリス・ゲインズブールの初恋の男性で、クラウド・ストライフの親友である。田舎村のゴンガガ出身で、セフィロスに憧れ英雄になることを夢見て家出同然でミッドガルに向かい、ソルジャーとして採用された後にソルジャー・クラス1stに昇格する。ニブルヘイム事件の後、ミッドガルへ逃れる途中、神羅兵に殺害される。クラウドはACCにてザックスを英雄と称している。
青色の瞳をしており、黒髪のツンツンヘアをした青年。明るく誰とでも親しみを持って接することが出来る性格で、クラウドを危機から救出したりしている。ソルジャーの制服（紫紺色。1st昇格後は黒）と黒い肩当を装備しており、武器のバスターソードは後にザックスの死亡時クラウドが形見として手にし初期装備として使用した（後述バスターソードの項参照）。
『FFVII』の時点で両親は健在。ゲーム中の名前の表記は「おじいさん」「おばあさん」で夫婦が年老いてから生まれた一人息子だった事がうかがえる。しかし『FFVIIリバース』に登場した両親は初老に描かれており、表記も変わっている。
『FFVII』ではクラウドが「ジェノバ細胞」の影響で作り出した「過去のクラウド」の正体として登場し、序盤のエアリスやゴンガガに到着した際のエアリス・ティファの発言に伏線があるものの、後半のクラウドの回想で初めてその存在が明らかになる。また、この時点で既に故人であり、回想シーンにのみ登場する。
後に『FFVII インターナショナル』でクラウドと共に宝条博士の人体実験を受け逃亡、その後神羅兵によって射殺されるエピソードが描かれ2人の関係にスポットが当てられた。『FFVII AC』にもクラウドの回想シーンや幻で登場する。
『FFVII』の頃は陽気で女好きな性格と語られたものの深い描写は無かったが、『FFVIIインターナショナル』で、「俺はあちこちにあてがあるんだ。みんなの世話んなって…。あ、どの女の子も親といっしょに住んでるのか」と話し、クラウドに「俺たちは何でも屋をやるんだ」と語りかける。ゴンガガの両親へ「ガールフレンドができた」という手紙を出しており、クライシスコアコンプリートガイドにて、その手紙の彼女がエアリスであると明かされている。
『BCFFVII』ではタークスを気安く口説いたり、一度一緒に任務をしたらもう仲間・親友であると考える性格が語られた。『CCFFVII』にてソルジャー時代から死ぬまでの彼の生涯が描かれた。
ザックスの設定を作った野島一成は、インタビューで、ザックスのキャラクターイメージはFF7開発当初からできており、今思えばザックスのキャラクター性があとで『FFX』のティーダになったと語っている。

## プロフィール
- 没年齢：23歳（『CC FFVII』初期は16歳）
- 髪色：黒髪
- 誕生日：不明
- 血液型：O型
- 身長：185cm
- 出身地：ゴンガガ
- 武器：バスターソード
- 一人称：俺（稀に「オレ」の時点あり）
- 二人称：おまえ（クラウドに対して多い）、あんた

## 担当声優
- 佐々木望（PS版『エアガイツ』）
- 鈴村健一（『FFVII AC』以降）
- リック・ゴメス（海外版『FFVII AC』以降）

## FFVIIシリーズでの活躍
作品の並びは作品の発売日順ではなく、FFVIIシリーズ世界の時系列に即した。

### 少年時代
ソルジャーになるために13歳で家を飛び出し、神羅カンパニーに入社する。

### 『クライシス コア ファイナルファンタジーVII』
『クライシスコア ファイナルファンタジーVII』時。

### ソルジャー時代
2ndの時はソルジャーの指導者であった1stアンジール・ヒューレーと共に活動した。アンジールとの訓練の後、行方不明となった彼の親友であるソルジャー1stのジェネシスの代行として、ウータイ戦役終結の任務をアンジール（とセフィロス）と共に任された。ウータイの掌握に成功したが、突如として「ジェネシス・コピー」が現れ、視察に来ていたソルジャー統括・ラザードを避難させた後にイフリートに襲われる。後から来たセフィロスに救われるもアンジールはその場から姿を消し、そのまま消息を絶った。1ヶ月後、タークスのツォンと共にジェネシスとアンジールの故郷バノーラを調査したザックスは二人を発見、アンジールを追うが、ジェネシスの放った召喚獣・バハムートによって阻まれてしまい、隠蔽工作のために空爆されたバノーラを後にする事となる。
ウータイ戦役が終結を迎えてしばらく後に、ザックスは1stに昇進したが、その直後にセフィロスと共にアンジール、ジェネシスの抹殺を命じられる。その途端にホランダーの放ったジェネシス・コピーによる奇襲に遭い、コピー達を一掃する中でレノ、ルード、そしてシスネと出会う。後にセフィロスからの連絡でアンジール達の抹殺の「失敗」を提案された。伍番魔晄炉でセフィロスからアンジール達との過去を聞いた後に、ホランダーの研究施設を発見し、「ジェノバプロジェクトG」の資料を調べた直後にホランダーとジェネシスに遭遇、ザックスはジェネシスをセフィロスに任せてホランダーを追跡したが、突然現れたアンジールに阻まれてしまい、彼の攻撃によってスラムの教会に落下したが、エアリスに助けられた。エアリスの案内でスラム散策を楽しんでいたが、ジェネシス・コピーのミッドガル襲撃の報を受けて仕事に戻る。迫り来るコピーを一掃して神羅ビルに戻り、バハムート・烈を倒した。
その後ジェネシスの行方を調べるためモデオヘイムの調査に入り、その中で任務に同行していたクラウドと知り合う。魔晄採掘跡地でジェネシスとホランダーを発見し、ホランダーの追跡を後から来たクラウドに命じてジェネシスと戦う。ジェネシスを倒した後、ジェノバプロジェクトGの真実とアンジールがそのプロジェクトの唯一の完成体である事が明かされ、自分のコピーを取り込み暴走したアンジールを倒し、消滅寸前の彼からバスターソードを受け取る。その後はしばらく消沈したがやがて立ち上がり、新人のソルジャー達に「夢を抱きしめろ。そしてどんな時でもソルジャーの誇りは手放すな」と助言した。この頃から前髪をかき上げるスタイルに変化し、また、頬にはアンジールに付けられた傷跡が残るようになった。

### 『ビフォア クライシス ファイナルファンタジーVII』
『ビフォアクライシス ファイナルファンタジーVII』時。
タークスとソルジャー仲間であるエッサイ、セバスチャンと共にアイシクルロッジへの任務に赴く。タークスとしばしの会話の中、突然モンスターの奇襲を受ける。タークスと共に撃退するも乗用車が崖から転落して他の部隊ともはぐれてしまい、タークスと一緒に探す事となる。出口を見つけた途端、アバランチに倒された神羅兵を発見し、エッサイとセバスチャンが連れ去られた事を知る。アバランチの拠点で二人を発見するがすでに洗脳されてしまい、最後に意識を取り戻して倒れた。基地の起爆装置が作動した後、タークスを先に脱出させて人間の意識をなくしたアバランチ兵を倒し、基地の脱出に成功した。エッサイとセバスチャンの墓を立てた後、またここに来ると約束してその場を後にした(このシーンはCC FFVIIでもツォンのDMWを発動すると見られることがある)。19章の神羅屋敷脱走時クラウドに「誰も俺達を知らない場所に行こう」と語りかける、途中海岸でタークス(シスネ)と対峙するシーンは『CC FFVII』でも見られる。

### ニブルヘイム事件以前（CCFFVII時）
上記（『BCFFVII』時）の事件から数ヵ月後、ザックスは休暇でシスネと共にコスタ・デル・ソルに訪れていた。その直後にジェネシス・コピーが現われ、ザックスはそれを撃退した。ツォンから世界各地でコピー達による襲撃事件が発生している事を告げられ、ザックスはジュノンに直行する。現地に着いたザックスは、住民の避難をタークスに任せて、取調べのためここに収容されているホランダーの保護を引き受ける。混乱に乗じて逃走したホランダーを追い詰めるも、コピー達によって取り逃がしてしまう。その後ミッドガルに帰還する。
スラムの教会に着いたザックスは、エアリスとその傍らにいるアンジール・コピーを発見する。その後、花売りワゴンを完成させ、仕上がりの感想の後、エアリスからあるメモを受け取る。セフィロスからの連絡で一端神羅ビルに戻ったザックスは、世界各地の魔晄炉で事故が多発しており調査に赴く仕事を受け、出立前にエアリスとワゴンで花売りを試みる。その後ビルに戻ったザックスはクラウドと再会し、セフィロスらと共にニブルヘイムに向かった。

### ニブルヘイム事件
ニブルヘイム事件は『FFVII』の中でクラウドの回想として描かれ、『BC FFVII』でも描写されている。また、この事件を扱った『FFVII AC』の予約特典OVA、『LO FFVII』がある。
ニブル山にある魔晄炉に異常が発生したため、セフィロスやクラウド、他の神羅兵1名と共にニブルヘイムの村へと調査に向かう。この時、クラウドの幼馴染みのティファがガイド役となり、セフィロスと3人で記念撮影をする。一方でクラウドはソルジャーになれなかったことを恥じ、ティファに正体を隠していた。その7日後、セフィロスによる虐殺が起こり重傷を負わされる。セフィロスは油断していたこともあり、ニブル魔晄炉にてクラウドに重傷を負わされ、ライフストリームに落ちる（その後、セフィロスは死亡したと公に発表される）。
瀕死のティファは師匠のザンガンが治療のためミッドガルに連れて行き、ザックスとクラウドは宝条博士のセフィロス・コピーの実験台にされる。監禁から約5年後（CCとBCは4年+逃走1年）、『FFVII』の本編が始まる少し前にクラウドと脱出の相談を計り神羅屋敷を逃げ出す。逃走途中クラウドにミッドガルに着いたら「なんでも屋」を開業することを提案するが目前で神羅兵に発見される、応戦し一旦勝利するも潜んでいた三人の伏兵に銃殺される。本編でクラウドが無意識に「何でも屋」を名乗ったのはこの出来事に由来する。
ここからは『CC FFVII』で描かれたニブルヘイム事件である。
世界各地で魔晄炉異常が発生する。そのうちのひとつであるニブル魔晄炉でジェネシスと遭遇し、ジェノバプロジェクトの真相とセフィロスの出生の秘密を知る事となる。クラウドの負傷により一度宿に戻ったザックスは今までの出来事からやりきれない気持ちになったが、目覚めたクラウドの何気ない一言からアンジールの言葉を思い出して立ち直った。
ニブルヘイム事件の後、神羅屋敷でセフィロスコピー実験を受けたザックスは、ジェノバ細胞を埋め込まれ原因不明の昏睡状態に陥り4年後に目覚める。実験用のビーカーが割れ一旦脱走するも、実験は一般的な人間には肉体の強化作用があるが、彼は既にソルジャーであったために細胞が変質して体力が低下しており、脱出後すぐ神羅兵に見つかり戦うが、その後体力回復の為に再び実験施設の神羅屋敷に戻る。この時、クラウドの症状を魔晄中毒と判断し魔晄漬けの一般兵の制服を着たままでは快方に向かわないと思ったため、クラウドをソルジャーの服に着替えさせる。エアリスの伝言を見つけミッドガルへ向かう途中タークスのシスネに発見されるが、彼女は任務のターゲットがザックスと知ると抹殺・捕獲せず逃走用のバイクを与え助けた。逃走中、4年前と同じ姿のジェネシスに遭遇し自分達がプロジェクトSの実験を施された事を知る。
その後、偶然故郷ゴンガガに流れ着く。両親の様子を見に村に向かうが張り込んでいたシスネから故郷は危険と諭され一旦は立ち去ろうとする。アンジールの話を聞いて村の奥に入りそれらしき人物の後を追う。その先でジェネシスと彼の細胞をコピーして劣化したホランダーが現れるがラザードの協力でホランダーを倒し、難を逃れた。ラザードからこれまでの事情を聞き、残されたバカリンゴを手がかりに彼とバノーラへ向かう。
バノーラでジェネシスとの決戦に臨み一度目の決着をつけた後、彼の本当の望みを知り、再度対決してついにジェネシスを倒す。ラザードの最期を看取った後、バカリンゴを食べてジェネシスの長年の夢を叶えた。そしてもう一体のアンジール・コピーが届けたエアリスの手紙を読む事でニブルヘイム事件からの月日を4年と誤解して再度ミッドガルへと向かうが今までにない数の神羅兵が待機しているのを発見し乗っていたトラックを降り、ザックスは神羅兵の待つ中に突進していく。
この時点で事件から5年が経過しているが、ザックスが4年と誤解した理由は、エアリスが書いた手紙(89通目)が1年越しでザックスの元に届いたためである。このことは、エアリスの残りの88通の手紙をツォンが預かっていることに対しての「不良郵便屋、一年越しの仕事だぞ、と」というレノの発言でも確認できる。
神羅兵の殲滅はかなわず致命傷を負ったザックスは、這い寄ってきたクラウドに自分の分まで生きるように言い残し、バスターソードを託し永眠した。この時のクラウドは若干朦朧とした状態であると分かるが、ザックスの死を悟った後に正気になり立ち上がってミッドガルへ歩き出す。その後にザックスはアンジールの思念に迎えられて星へ還った。

#### リメイク三部作
ここからは『FFVIIリメイク三部作』で描かれた出来事である。
『ファイナルファンタジーVII リメイク』のラストでクラウド一行が「運命の壁」を超えたことにより、別の可能性に分岐した世界が発生する。それによりザックスは神羅兵の殲滅に成功し、クラウドを抱えたままミッドガルに到達する。『FFVIIR インターグレード』のエピローグでは、ザックスはミッドガルのスラム7番街に戻りクラウドを預けエアリスのいる教会へ向かうが、エアリスは既に生きていないことが示唆されて終わる。
『ファイナルファンタジーVII リバース』では神羅兵を殲滅してからの展開が変わっている。この世界はハイウェイでの戦いでクラウド達が全滅する歴史を辿っており、ザックスがミッドガルに着く頃にはクラウドを除くメンバーが力尽きて搬送されていく最中であった。なんとかエアリスだけは救出に成功し、意識の戻らないエアリスとクラウドを連れてエアリスの家に身を寄せることになり、二人の介護をしながらエルミナ、マリンと共に過ごす日々を送る。世界が終末に向かう中、この世界において唯一生き残ったアバランチであるビッグスと出会い、やがて魔晄炉爆破を目論むビッグスを止めに行くか、クラウドを回復させる方法を聞くべく宝条の元に向かうかの選択を迫られる。しかしどちらを選んでも待つのは死の結果であり、「どちらも選べない」ザックスは並行世界の交わりに巻き込まれる形で本編の世界へと到達する。そこで丁度、忘らるる都でセフィロスとの対決の最中だったクラウドと再会し、共闘してセフィロスを退ける。戦いの後は「またな」と叫びつつ元居た世界へと戻った。分裂した世界では生存する形に運命が変化したが、『CC FFVII』直後のはずなのに神羅ビル脱出後の時間軸に居たり、目覚めていないはずのクラウドが既にアバランチと行動を共にした事になっていたりと、単純に『CC FFVII』ラストが生き延びる結末に変わったのではなく、生き延びた上で上記の並行世界に迷い込んだかのように描写されている。

### 『ファイナルファンタジーVII アドベントチルドレンコンプリート』
『ファイナルファンタジーVII アドベントチルドレンコンプリート』時。
大空洞でのセフィロスとの対決後、墓標としてバスターソードが立てられていた。エアリスの死はクラウドに深い影を落としていた。またクラウド自身は「お前の分まで生きよう…そう思っていたのにな」とザックスの分まで生きようとしていた。クラウドは星痕の苦しみの中でザックスの記憶をフラッシュバックする。そしてセフィロスとの決戦の際にクラウドを勇気付けに現れ、再び自分を忘れないようにと念を押した。最後にヤズー、ロッズによって重傷を負ったクラウドの元にエアリスと共に現われる。エアリスの発言に被せる形で「残念。お前の居場所、ここ（ライフストリーム）にはないってよ」と言い残し、星痕が癒された子供達に囲まれたクラウドをエアリスと共に温かく見守りながら去って行った。ザックスは古代種ではない為、エアリスがクラウドを守る為に作り出したザックスの幻影であると考えられる。

### 『ダージュオブケルベロス ファイナルファンタジーVII』
『ダージュオブケルベロス ファイナルファンタジーVII』時。
ザックス本人は登場しないが、ジェネシスの存在を示唆する内容が収められている「≪G≫レポート」と言うアイテムが存在しており、その中に記されてある「≪G≫を追う1stソルジャー」とはおそらくザックスかアンジールを指す。またこのレポートを全て集めれば、ジェネシスが復活したムービーが追加される。

## バスターソード
バスターソードとは『FFVII』でクラウドが初期装備として使用していた背丈ほどの大きさを誇る片刃の大剣。
『FFVII』とクラウドを象徴する武器としてイメージCG、フィギュアにもセットで良く使われており古くからのプレイヤーのなじみも深く人気の高い武器のひとつであるが、前述でも説明したとおりこれはザックスの形見であるため『FFVII』本編で捨てる事も売る事もできない。
このバスターソードはザックスの指導者であったアンジールが所有していた特注品であり、この頃まだ2ndだったザックスは他のソルジャー達も所有する一般的なロングソードを使用していた。
アンジールの父親は息子が神羅に入る事が決まった時に、立派なソルジャーとなりこの剣で活躍して欲しいとバスターソードを買い与え、貧しい生活の中で高い代金を支払う為に働きすぎて命を落とした。
アンジールは持ち前の貧乏性もあって普通に使えば傷ついて磨耗するとして、背負ったまま普段はロングソードで戦い、まじないや仲間の危機などの非常時以外はこの剣をほとんど使用しなかった。また、イベントシーンでは「実は重くて使いにくい」と告白しているシーンもあり、値段の割りに使い勝手はあまり良くなかったようだ。
後にアンジールはG系ソルジャーの能力を覚醒させた自分自身も世に災いをもたらす者と認識し、モデオヘイムでモンスターと化した自分をザックスに始末させ、自分の誇りと夢をバスターソードと共に彼に継承した。
ザックスはすでに今までの作品でこの剣を武器として振るっているため、アンジールと同様の使用法はさせられず、ゲーム中では普通に攻撃しているように見えるものの、あくまで「峰打ち」として使っている事とされた。
そして『FFVII』開始直前の時期に、ザックスは多数の神羅兵との戦いで致命傷を負い、自我を取り戻したクラウドに自分の分まで生きるよう、自分の希望と誇りの全てをバスターソードに込めてこれを託した。
『FFVII AC』では、前述通りクラウドによって墓標として立てられている。それに至るまでの経緯と理由は不明だが、これ以降のクラウドは「合体剣（合体させた際にバスターソードとほぼ同様の形状を持つ）」のベースであるファースト剣を使用するようになった。『FFVII ACC』後には、綺麗に整備され、スラムの教会に移動・安置されている。
『CCFFVII』でザックス・アンジールは刃が下になるように背負うが、『FFVII』でのクラウドは刃が上になるように背負う。
『CCFFVII』本体同梱限定版の付属品としてこれを模したストラップも生産された。
アメリカの刀鍛冶が設定に忠実に従ってバスターソードを現実に製造してみるという実験を試み、2013年5月にそれが披露されたが、その重さは社内一番の力自慢ですら一人では支えきれず、二人がかりでようやく持ち上がるほどであった。また切れ味も、試料だけでなくそれを乗せていた机まで簡単に真っ二つに切断できたほどだった。

## 『エアガイツ』でのザックス
『エアガイツ』でのザックスはクラウドの「コンパチキャラ」であり、動きがほとんど同じ（声も同じ）。違う点は、服装がクラウドのものと異なる（クラウドの服はザックスが似ているものを見繕ったという設定がある）事と、技名がクラウドのものと全て変わっている事。例えばクラウドの究極リミットである「超究武神覇斬」が、ザックスの場合は「裏超究武神覇斬」となっており、これは『FFT』でクラウドが使用するリミットの名前になっている。また「ブレイバー」は「ハイ・ブレイバー」に、「凶斬り」は「真・凶斬り」、「メテオレイン」は「メテオシャワー」になっているが、なぜか「クライムハザード」は「破晄斬」になっている。

## 『キングダム ハーツ バース バイ スリープ』でのザックス
『キングダム ハーツ バース バイ スリープ』に登場するザックスはオリンポスコロシアム出身で、英雄に憧れている少年（ヘラクレス達は英雄と書いて「ヒーロー」と読むが、ザックスは「えいゆう」と読んでいる）。『CC FFVII』からの参戦であり、年齢や服装、髪型も『CC FFVII』のソルジャー・クラス2ndの頃のものに近く、使っている剣もバスターソードではない。
英雄専門のトレーナーであるフィルに弟子入りを迫るも、ヘラクレスと闘技大会を見てどちらかを弟子にするという条件をつけられる。決勝戦でヘラクレスと戦うザックスだったが、街にアンヴァースが現れたとの知らせが入り、アンヴァースと戦うヴェントゥスに加勢するのがヘラクレスより遅れたことから、とっさの判断の遅れを理由にフィルはヘラクレスのトレーナーとなる。その後テラが闘技大会に出た際、決勝戦の相手となったのはハデスによって闇に操られたザックスだった。テラはこれを下してザックスを正気に戻し、ザックスはテラの強さを英雄と讃える。それからアクアがテラを追ってコロシアムを訪れるが、アクアが闘技大会で優勝したお祝いとして、エアリスとの初対面時と同じように「デート一回」と言っていた。ラストエピソードエンディングでは彼の頭上に黒い羽根が舞い落ちると同時に、まるで最初から存在しなかったのように消滅した。
KHシリーズにはクラウドやエアリスも登場するが彼らとの絡みは無く、関連性も語られていない。

## 技の一覧
連続斬り
『CC FFVII』『KH BbS』にて使用。字の如く、デタラメに5回連続で相手を斬る（しかし、凶斬りのごとく「凶」と斬っている様にも見える。なお、ザックス自身も『エアガイツ』で凶斬りを使用している）技である。DMWでキャラクターが追加されていない絵柄（黒いシルエットで誰でも良い）が揃うと使用できる。
ちなみに、この技はストーリー途中から使えなくなる。理由は、DMWはストーリーを進めるにつれて黒いシルエットが、それに応じた絵柄に変わってしまうからである。
しかし、召喚マテリア（攻撃系）を1つ以上取得して完全に集めなければ使えないことはない。
八刀一閃
『CC FFVII』にて使用。超究武神覇斬にも似た8連続攻撃。セフィロスから伝授された技であり、DMWでセフィロスの絵柄が揃うと使用できる。
セフィロスも使用し、『ディシディア ファイナルファンタジー』では主力技の一つに設定されている。
いやしの波動
『CC FFVII』にて使用。体力が上限の数値だけ回復し、発動から少しの間無敵になる。DMWでエアリスの絵柄が揃うと使用可能。
ハードラッシュ
『CC FFVII』にて使用。標的（複数可。但し、全体攻撃ではなく、最高3体）に素手による連続攻撃を繰り出し、まれに敵をグロッキーにする。DMWでアンジールの絵柄が揃うと使用可能。
エアストライク
『CC FFVII』にて使用。神羅の軍用ヘリが敵全体に爆撃を行う。DMWでツォンの絵柄が揃うと使用可能。
メテオショット
『CC FFVII』にて使用。空中に飛び上がり、剣から隕石に似た波動を敵全体に打ち出す。DMWでクラウドの絵柄が揃うと使用可能。
メテオレイン
『CC FFVII』にて使用。

ラッキースター
『CC FFVII』にて使用。精神がMAXまで高揚しDMWのリールが揃いやすくなり、発動から少しの間攻撃が全てクリティカルヒットになる。DMWでシスネの絵柄が揃うと使用可能。
アポカリプス
『CC FFVII』にて使用。空中に飛び上がって敵の足下に魔法陣を描き、激しい紫色の瘴気と荒れ狂う稲妻で敵全体にダメージを与える。DMWでジェネシスの絵柄が揃うと使用可能。
勇気百倍!
『CC FFVII』にて使用。しばらくの間MP・APを消費しなくなり、バリア・マバリアがかかる上に物理防御・魔法防御状態になる。DMWでケット・シーの絵柄がそろうと使用可能。
チョコボキック
『CC FFVII』にて使用。敵全体にダメージを与える。DMWでチョコボの絵柄がそろうと使用可能。
針千本
『CC FFVII』にて使用。敵1体に連続で攻撃するが、稀にザックス自身がダメージを食らってしまう。DMWでサボテンダーの絵柄がそろうと使用可能。
殺意の一撃
『CC FFVII』にて使用。敵1体に大ダメージを与える。DMWでトンベリの絵柄がそろうと使用可能。
モーグリパワー
『CC FFVII』にて使用。装備中の全マテリアがレベルアップし、リジェネの効果が付く。DMWでモーグリの絵柄がそろうと使用可能。
アイテム強奪
『CC FFVII』にて使用。レアアイテムがランダムに手に入る。DMWでマジックポットの絵柄がそろうと使用可能。
真クライムハザード
『KH BbS』にて使用。飛び上がって大地を叩き衝撃波を発生させる。
破晄撃
『KH BbS』にて使用。剣を振り、地を這う衝撃波を出す。
『LO FFVII』でも使用しているが、攻撃のモーションは『ディシディア ファイナルファンタジー』のクラウドのものと同型。
メテオ
『KH BbS』にて使用。隕石を何個も相手に落とす。
ハイ・ブレイバー
『エアガイツ』にて使用。クラウドのブレイバーに対応。
真・凶斬り
『エアガイツ』にて使用。クラウドの凶斬りに対応。
破晄斬
『エアガイツ』にて使用。
名称はクラウドが『FFVII』で使った破晄撃に似ているが、『エアガイツ』ではクライムハザードに対応。なお、『エアガイツ』のクライムハザードは『FFVII』でクラウドが使用したものと異なる技である。
メテオシャワー
『エアガイツ』にて使用。クラウドのメテオレインに対応。
裏超究武神覇斬
『エアガイツ』『KH BbS』にて使用。クラウドの超究武神覇斬に対応。
ただし、初出は『ファイナルファンタジータクティクス』におけるクラウドの固定ジョブ「ソルジャー」の「もう一つの究極リミット」としてである。

## 登場作品
- ファイナルファンタジーVII
- ファイナルファンタジーVII リメイク
- ファイナルファンタジーVII リバース
- ファイナルファンタジーVII アドベントチルドレン
- ビフォア クライシス ファイナルファンタジーVII
- クライシス コア ファイナルファンタジーVII
- ラストオーダー ファイナルファンタジーVII
- エアガイツ
- キングダム ハーツ バース バイ スリープ